# KDE Plasma 4
O KDE Plasma 4, subsequentemente renomeado de KDE Plasma Workspaces, é a quarta geração de ambientes gráficos fornecidos pelo KDE. É composto por três espaços de trabalho, cada um visando uma plataforma específica: Plasma Desktop para PCs tradicionais e notebooks, Plasma Netbook para netbooks, e Plasma Active para tablets e dispositivos similares.
A sua tecnologia é fundamental para recriar várias tecnologias de integração da área de trabalho incluídas nos ambientes KDE anteriores, para GNU/Linux e outros sistemas tipo unix, focando-se na beleza e em efeitos gráficos especiais. Ele mais perceptivelmente substitui a anterior camada KDesktop, a barra de tarefas Kicker e o motor de widgets SuperKaramba, usados na série KDE 3, por um espaço de trabalho unificado para a KDE SC 4. O Plasma também fornece interfaces que independem da resolução para o KDE, tornando a área de trabalho praticamente idêntica mesmo em resoluções de tela diferentes.  Os applets do Plasma são chamados coletivamente de plasmóides, mas variam de widgets informativos a mini-aplicativos como calculadoras e dicionários. Um recurso importante do Plasma é que não mais distinção entre painéis (como a barra de tarefas), ícones da área de trabalho, ou widgets; eles são criados da mesma forma.
O Plasma separa componentes em "motores de dados" e sua visualização em contrapartida. O objetivo é reduzir o esforço total de programa necessário para múltiplas visualizações dos mesmos dados; e para facilitar que o motor de dados e sua visualizações sejam escritos independentemente. O substituto planejado para o KMenu em versões posteriores da KDE SC 4, chamado Raptor, fará uso extensivo disto.
Com o lançamento do KDE SC 4.11 em 14 de agosto de 2013, o KDE Plasma 4 foi colocado em um congelamento de recursos e transformado em um pacote estável a longo prazo até agosto de 2015. Em 15 de julho de 2014, o sucessor do KDE Plasma 4, o KDE Plasma 5, foi lançado.

## Widgets suportados
Esta é a lista dos widgets que a versão atual do Plasma suporta. Lembre-se que nem todos widgets são suportados por padrão em todas distribuições Linux; algumas podem exigir diferentes pacotes, ou até a recompilação do Plasma.
- Plamóides nativos (em C++, JavaScript, Ruby ou Python. Note que muitas distribuições as chamadas para Ruby e Python devem ser baixadas como pacotes diferentes)
- Google Gadgets (área de trabalho) - veja esta página para pacotes/instruções para sistemas dpkg
- SuperKaramba, temas da área de trabalho (pacote separado em algumas distribuições)
- Gadgets QEdje - Também compatíveis com gadgets Edje e módulos E17.
- Widgets do Mac OS X Dashboard
- Web widgets (suporta HTML e JavaScript)